# آتشفشان بریر
آتشفشان بریر (به لاتین: Barrier Volcano) یک کوه در کنیا است که در کنیا واقع شده‌است. آتشفشان بریر ۱٬۰۳۲ متر بالاتر از سطح دریا واقع شده‌است.